# BYD Seal
O BYD Seal é um sedã médio-grande elétrico produzido pela BYD Auto. É o segundo carro de passageiros da mais recente Linha Ocean (linha inspirada nos animais marinhos e oceano) da BYD depois do hatchback compacto Dolphin. Em vários mercados internacionais, a variante com volante à esquerda do Seal é comercializada como BYD Atto 4.

## Visão geral
O BYD Seal é construído na e-Platform 3.0, a nova plataforma automotiva de 800 volts da BYD, enquanto o design foi revelado como BYD Ocean-X Concept em setembro de 2021.
Existem quatro modelos de motores oferecidos na China, variando de 150 kW (200 hp) a 230 kW (310 hp) com tração traseira (RWD) e um de 390 kW (520 hp) com motor duplo (160kW + 230kW) com tração integral (4WD). A velocidade máxima do Seal é limitada a 180 km/h, e a aceleração de 0–100 km/h é de cerca de 7,5 segundos para os modelos padrão e 3,8 segundos para seu modelo 4WD Performance.
O Seal ostenta uma bateria de 61,4 kWh (221 MJ) ou 82,5 kWh (297 MJ), que pode ser carregada em 220v AC a 7 kW, ou carregamento rápido DC a 110 ou 150 kW (dependendo do modelo), podendo carregar 80% em 30 minutos, além de capacidade de ligação à rede. A BYD reivindicou uma autonomia entre 550 e 700 quilômetros.

## Tecnologias
O sedan vem equipado com câmera e assistente de estacionamento, cruise control, seis radares, oito airbags, aviso de colisão dianteira e traseira (PCW, RCW, FCTA e FCTB), frenagem de emergência, alerta de tráfego cruzado, freio de tráfego cruzado, assistência de manutenção em faixa, assistência de mudança de faixa, sistema de regeneração por frenagem, freio eletrônico com auto hold, aviso de cinto de segurança para todos os bancos, controle de estabilidade e tração, assistente de subida em rampas e sistema de regeneração por frenagem. O veículo também conta com modos de condução Sport, Normal e Eco, teto solar panorâmico, central multimídia rotativa de 15,6" com Apple CarPlay e Android Auto, sistema de atualizações de software OTA, internet nativa, painel de instrumentos digital de 10,2", carreamento por indução, USB e USB-C, doze alto-falantes Dynaudio e ar-condicionado de duas zonas com purificador, além da possibilidade de destravar o veículo por aproximação.

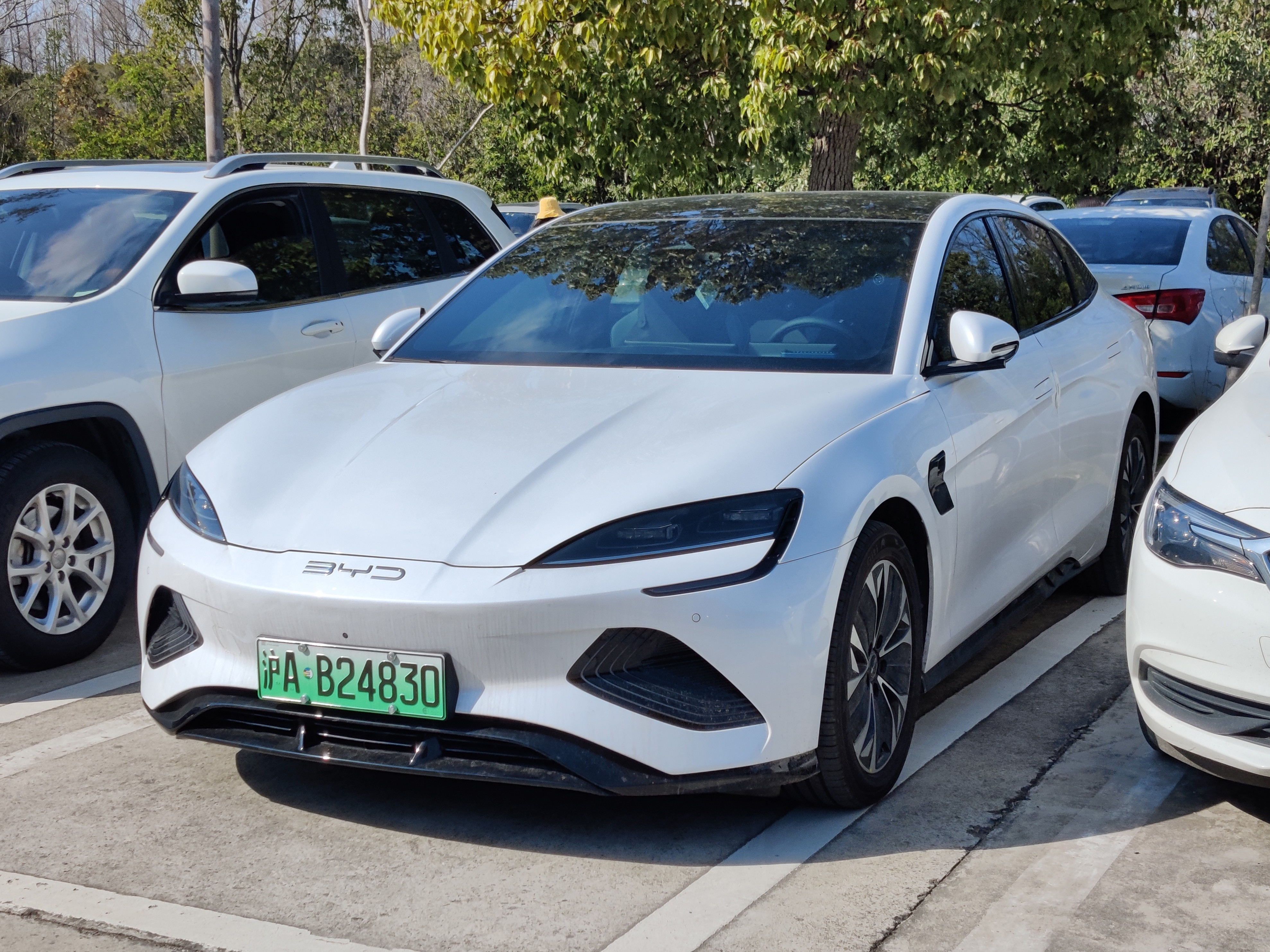
Visão frontal do BYD Seal
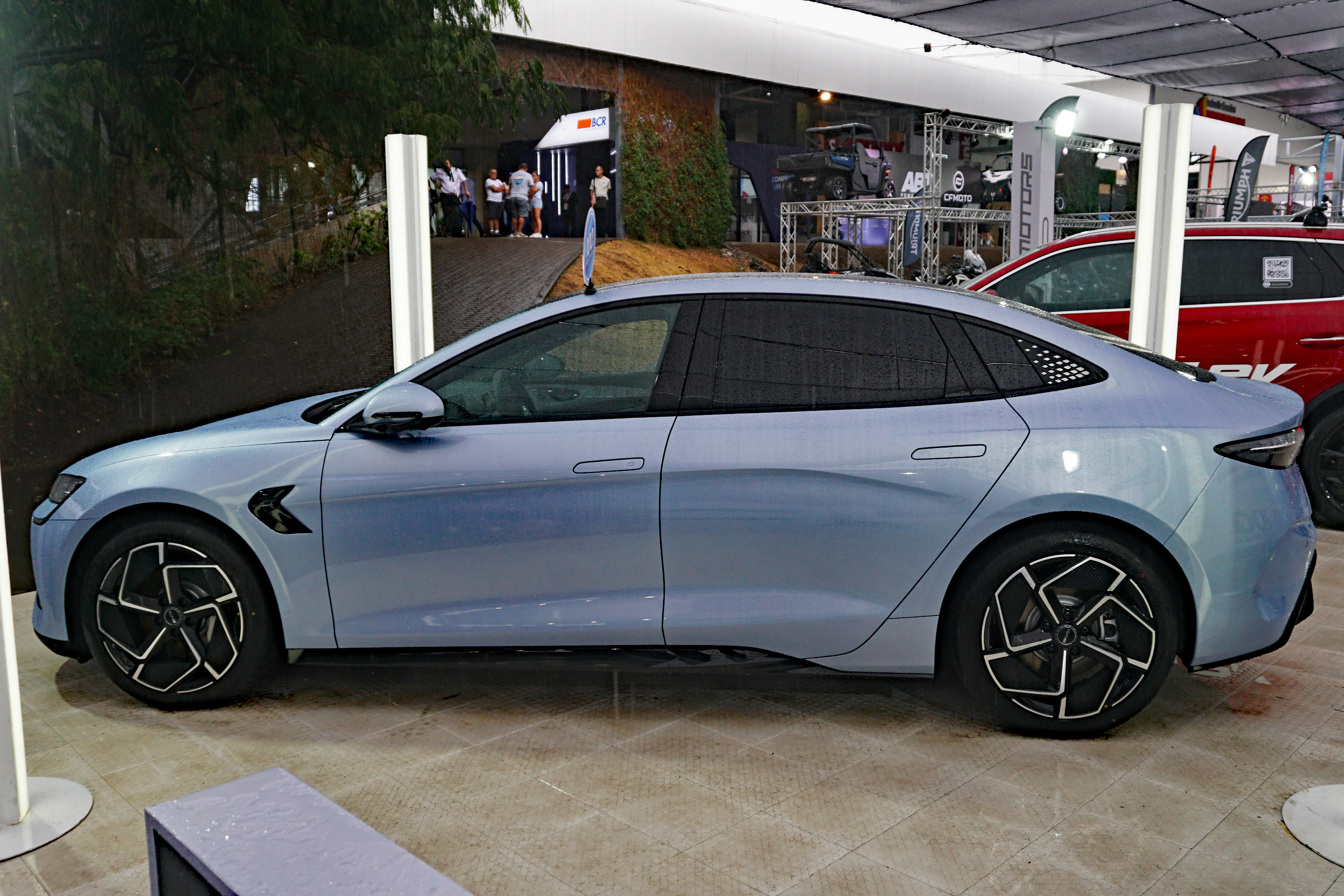
Visão lateral do BYD Seal
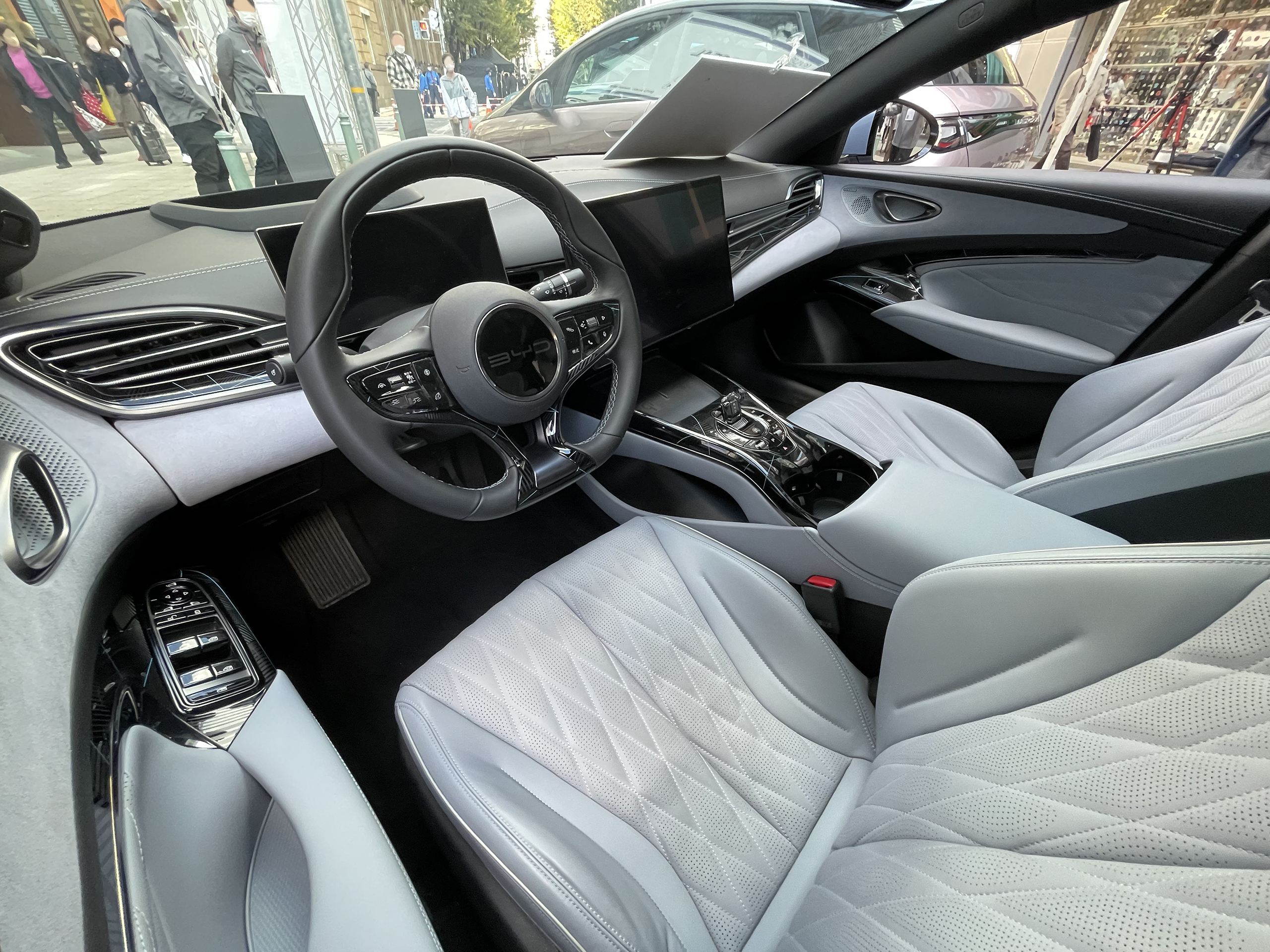
Visão interna do BYD Seal
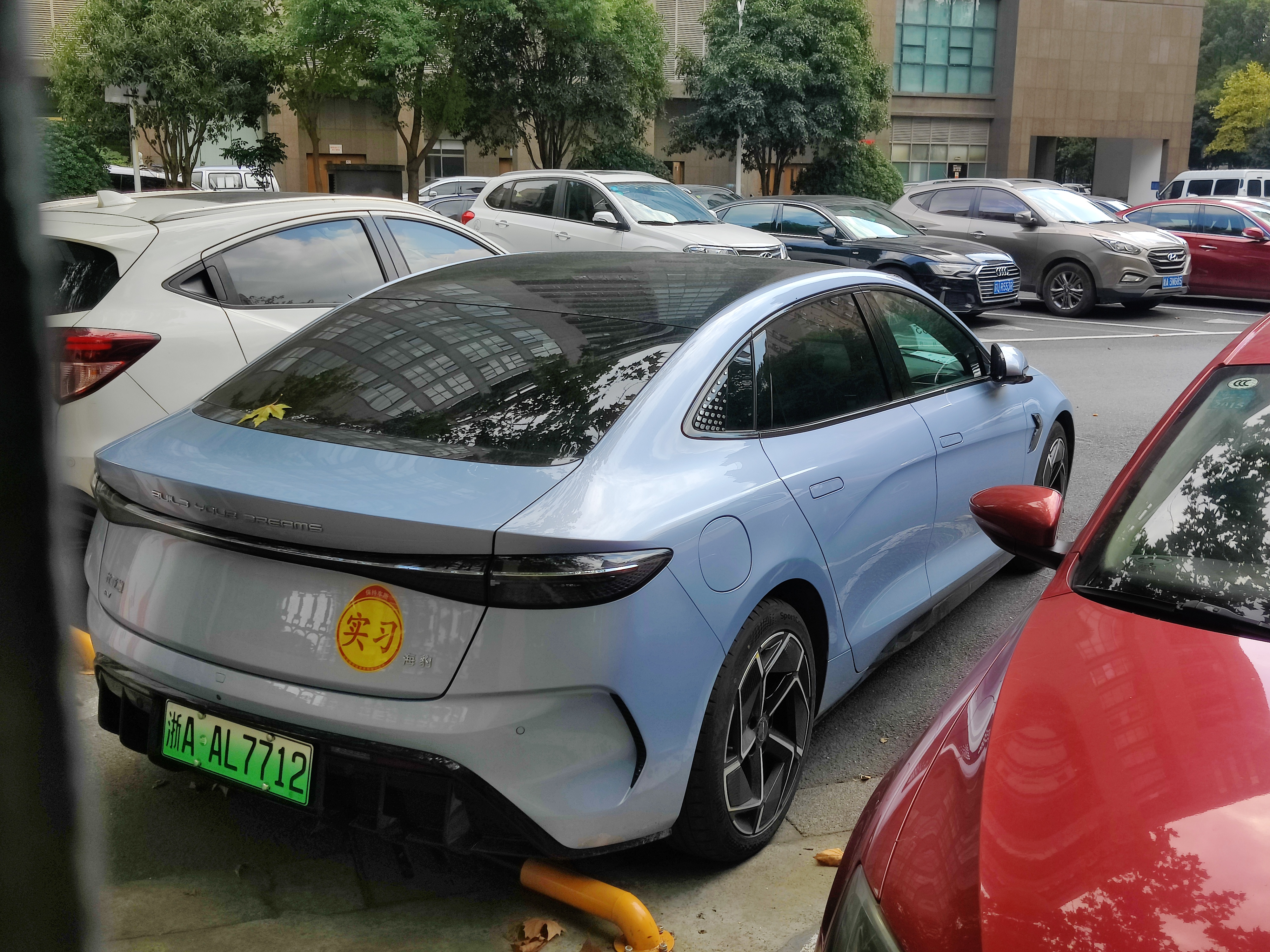
Visão traseira do BYD Seal